# Stictoptera griseoochracea
Stictoptera griseoochracea är en fjärilsart som beskrevs av Embrik Strand 1917. Stictoptera griseoochracea ingår i släktet Stictoptera och familjen nattflyn. Inga underarter finns listade i Catalogue of Life.